# 施泰格 (奥地利)
施泰格是奥地利蒂罗尔州罗伊特县的一个市镇。总面积68平方公里，总人口724人，人口密度10.6人/平方公里（2005年）。